# 東京都市計画道路幹線街路外郭環状線の2
東京都市計画道路幹線街路外郭環状線の2（とうきょうとしけいかくどうろかんせんがいろがいかくかんじょうせんの2）は、東京都世田谷区北烏山から練馬区東大泉に至る都市計画道路である。外環の2、または外環ノ2と略されることが多い。
東京外かく環状道路の一般道路部として都市計画決定済みであり、大深度地下に建設中の自動車専用部（東京外環自動車道延伸区間）の地上部に建設される計画となっており、その一部が事業化されているが、計画の見直しを含めた議論が起こっている（後述）。

## 概要
- 起点：東京都世田谷区北烏山5丁目
- 終点：東京都練馬区東大泉2丁目
- 総延長：約9.0 km

## 計画経路と主な交差する道路
- 世田谷区北烏山（三鷹台団地南口交差点付近）：東京都道14号新宿国立線（東八道路）、中央JCT/東八道路IC
- 三鷹市牟礼（眞福寺付近）：東京都道110号府中三鷹線
  - 京王井の頭線
- 武蔵野市吉祥寺南町（警視庁武蔵野警察署南町交番付近）：東京都道7号杉並あきる野線支線（井ノ頭通り）
- 武蔵野市吉祥寺南町（南町5丁目停留所付近）：東京都道7号杉並あきる野線（五日市街道）
  - 中央本線
- 杉並区西荻北（地蔵坂西交差点付近）：東京都道113号杉並武蔵野線
- 練馬区関町南（上井草四丁目交差点付近）：東京都道・埼玉県道4号東京所沢線（青梅街道）、青梅街道IC
- 練馬区上石神井南町（立野橋交差点付近）：東京都道439号椎名町上石神井線（千川通り）
  - 西武新宿線
- 練馬区上石神井（早大学院前交差点付近）：東京都道245号杉並田無線（新青梅街道）
- 練馬区石神井台：東京都道・埼玉県道25号飯田橋石神井新座線（旧早稲田通り）
- 練馬区石神井台（石神井団地前交差点付近）：東京都道8号千代田練馬田無線（富士街道）
  - 西武池袋線
- 練馬区東大泉（前原交差点付近）：東京都道444号下石神井大泉線
- 練馬区石神井町（下屋敷交差点付近）：東京都道・埼玉県道24号練馬所沢線（大泉街道）
- 練馬区東大泉（大泉IC付近）：東京都道・埼玉県道24号練馬所沢線支線（目白通り）、目白通りIC

## 沿革
外環の2は、自動車専用道路である都市高速道路外郭環状線（都市計画法に基づく都市計画道路名。以下、「外環道」と記す。）と同時に都市計画決定された一般道路で、1966年の都市計画決定当初は外環ノ2の中央に外環道が高架構造で建設される構造となっていた。これは、埼玉県内の国道298号と同様の構造である。
その後、1970年の根本龍太郎建設大臣（当時）による外環道のいわゆる「凍結宣言」により外環道・外環ノ2の事業化は30年以上見送られていたが、1999年に石原慎太郎都知事が外環道について地下化により事業化を目指すことを表明、2007年4月の都市計画決定で外環道が地下構造に変更された。新しい計画では、外環道の本線は大深度地下構造とされ、インターチェンジやジャンクションの周辺のみに地上区間が存在する。本線は用地買収の必要の無い大深度地下にシールド工法など地上掘削を行わない工法が予定されているため、外環道の建設だけを考えれば、地上区間周辺以外は何ら用地買収や地上工事を行わず、既成市街地の地下を素通りすることも可能である。このため、2001年に外環道の計画検討のたたきを示した「計画のたたき台」では、地上部の利用は現状のままにする図面も、地上部の利用を検討するためのメニューの1つとして提示されていた。
その一方、外環の2は東京都道であることから、国の事業である外環道の議論では結論が先送りにされており、外環道の都市計画変更の際には外環の2は変更されず当初計画のままとなった（但し、外環の2に含まれない東八道路以南の附属街路（側道）については計画が廃止された）。従って、現状では外環道の計画変更にかかわらず道路区域内の建築制限は解除されていないため、外環の2の都市計画も見直しの必要があり、その後、外環の2の見直しが議論提起されると、一部から反発の声が上がった。「計画のたたき台」には外環の2がない図も検討するためメニューの1つとして描かれていたため、外環道の都市計画変更には外環の2の中止が含まれているかのような印象を与え、この見直しは「中止したはずの外環の2を復活させる議論だ」と映ったのである。実際に、2008年には武蔵野市在住の弁護士が東京都を相手に外環の2の都市計画決定の廃止と損害賠償を求める民事訴訟を起こしている。
2009年現在、東京都は環境（緑地の整備など）、防災（延焼遮断帯としての位置づけ）、交通（生活交通ネットワークの再検討）、暮らし（公共交通網の整備）の4つのキーワードを掲げ検討を進めるとしている。また、外環道の事業主体である国土交通省は、外環道の将来交通量予想においては外環の2が整備されるケースを基本としつつ、外環の2がない場合の検討も並行して行われている。沿線の自治体では、武蔵野市の邑上守正市長が外環道の意見交換会の席上で「（外環の2の）計画の廃止も含めた必要性の有無を検討すべき」との意向を表明している。
2009年4月27日には、国土開発幹線自動車道建設会議で外環道の整備計画路線への格上げが了承され、同年度の補正予算で事業着手することとなった。

### 着工
東京都は2012年9月27日付で、外環の2の一部区間である、練馬区石神井町8丁目から同区東大泉2丁目までの延長1,000メートル (1 km)の区間について事業に着手した。
西武新宿線上石神井駅と交差する千川通り〜新青梅街道間は、2014年11月に都により鉄道の立体化を前提にした都市計画の変更が決定され、さらに2018年12月25日に都が、国から都市計画事業の認可を取得し、事業に着手した。また上石神井駅周辺では、交通広場のスペースが確保されており、練馬区が同日付で事業に着手した。
2024年2月29日には、2012年の事業化区間に続く練馬区石神井台3丁目から同区石神井町8丁目までの延長950メートルの区間（石神井台1期）について事業に着手した。